# Pegoscapus aemulus
Pegoscapus aemulus är en stekelart som först beskrevs av Grandi 1938.  Pegoscapus aemulus ingår i släktet Pegoscapus och familjen fikonsteklar. Inga underarter finns listade i Catalogue of Life.